# 下鄉絕育行動
下鄉絕育行動（英文：Rural Area Neuter Action，英文縮寫：RANA）或下鄉絕育服務（英文：Rural Area Spay/Neuter Services，英文縮寫：RASNS），是一種針對偏鄉地區放養型家犬貓進行「絕育」、「注射狂犬病疫苗」及「植入寵物晶片」三合一作業的方案，同時達成阻斷犬貓繁殖、建立防疫網絡以及落實飼主責任的效果。台灣自2007年開始小規模發展，近年來日益成熟，已成各地方政府處理流浪動物問題的重要方法之一。下鄉絕育行動主打的對象是放養型家犬貓，與處理流浪犬貓的TNvR相輔相成，有效解決台灣街頭流浪動物問題。

## 源由
在台灣，「放養」是偏鄉地區常見的飼養方式，指的是飼主或餵養人平常對犬貓不關不綁、不加以限制活動範圍、任其獨自在外四處遊盪、且會提供犬貓穩定食物來源和居住場所的飼養形態。放養犬貓有很大比例都不是由飼主或餵養人透過一般途徑（例如：收容所、送養平台、寵物店等）獲得，這些犬貓通常本身就是在外遊盪且無人飼養的流浪犬貓或其所繁衍的後代，只因當地居民的善意餵食而逗留定居。若放養犬貓未被絕育，勢必導致更多流浪犬貓誕生。
由於偏鄉地區民眾對於替家犬貓絕育以及飼主責任等觀念尚未普及，加上偏鄉獸醫醫療資源匱乏、交通不便利、經濟狀況較差等不利因素，使得偏鄉地區的放養犬貓鮮少完成絕育。每當到了發情季，「瘋狗母」和「貓叫春」的情況四處可見。發情交配後，接踵而來的就是一窩窩幼犬幼貓誕生。這些幼犬貓未來十之八九也會成為放養犬貓或流浪犬貓，導致流浪動物問題一直無法被解決。
下鄉絕育行動透過號召在地人士及單位、各地志工與獸醫師，直接深入偏鄉地區，以遊擊式的行動方式於各地設立臨時的醫療場所，把免費的醫療資源直接送達偏鄉地區，幫助有心解決流浪動物問題的民眾克服金錢、交通、時間上的困難。下鄉絕育行動的目的是促使飼主或餵食者確實地履行飼主責任，透過植入寵物晶片，給予原來無明確飼主的放養犬貓受動物保護法規範與管理的身份，同時把餵食人或飼主納入飼主責任制度的管理當中，讓其成為名符其實的主人。而藉由高密度、高比率的放養犬貓絕育，可以避免其日後繼續繁衍更多後代，控制區域內流浪犬貓族群的增長速度，減少公立收容所捕捉撲殺的數量。最後，透過施打狂犬病疫苗，為在地建立防疫網，阻斷疾病的散播。
總言之，下鄉絕育行動是落實流浪動物源頭管理、疾病防疫以及飼主責任的重要手段。

## 發展

### 非政府單位
- 自2014年起，社團法人台灣動物保護協進會每週末於中部地區辦理「巡迴下鄉絕育服務」，與中興大學獸醫教學院林荀龍教授帶領的「醫龍隊」合作。截至2016年底，協會已完成55場下鄉絕育活動，共為3,112隻犬貓進行絕育手術[4]。
- 自2012年開始至今，社團法人台灣之心愛護動物協會於每週末固定於台灣各地辦理「巡迴下鄉絕育行動」，與湖光動物醫院院長林雅哲醫師帶領的「湖光隊」、中興大學獸醫教學院林荀龍教授帶領的「醫龍隊」等團隊合作，為目前台灣少數具有規模的下鄉絕育活動辦理團隊。台灣之心藉由高密度、高頻率的絕育行動，整體性地改善鄉下地區犬貓身體健康狀況、降低流浪犬貓的增長速度，減少其被捕捉撲殺的機會。截至2016年底，協會已完成322場下鄉絕育活動，共為22,361隻犬貓進行絕育手術[5]。
- 自2011年11月至2012年12月底，社團法人中華民國關懷生命協會發起「同伴動物絕育行動」下鄉免費巡迴絕育計畫，與各地相關政府單位、動物保護團體、學校動保社團及志工合作，於偏遠地區為流浪動物以及放養型家貓犬進行絕育手術，獸醫團隊由當時的關懷生命協會常務理事、湖光動物醫院院長林雅哲醫師組織並帶領。團隊共完成64場免費絕育活動，服務區域涵蓋桃園、苗栗、新竹、台中、南投、雲林、嘉義、台南、宜蘭、澎湖、金門等縣市, 共絕育4,358隻犬貓。
- 2008年，社團法人臺東縣關懷生命協會正式成立。由於台東縣內只有台東市有動物醫院，其他地區的醫療資源極為稀少，流浪動物問題嚴重，因此協會近年來致力於臺東地區推廣巡迴下鄉絕育活動[6]。
- 2007年10月9日，永齡社會福利慈善事業基金會捐贈兩億元給臺灣大學成立「增進動物福利發展基金」，並由永齡基金會創辦人郭台銘分別與當時的臺灣大學校長李嗣涔、臺北縣長周錫瑋簽署合作備忘錄，共同推動「關懷生命，愛護動物」慈善計畫。第一期計畫為期三年，內容包括引進國際規格管理人員等相關訓練課程，全面提升教育宣導，從源頭減少流浪動物數量，並建構流浪動物醫療網，招募合作動物醫院及培訓流浪動物獸醫師，進行密集絕育手術及植入晶片，以人道方式達成有效的減少流浪動物數目，且藉絕育服務契機同時為動物施打狂犬病疫苗，加強狂犬病防疫工作。此外，同時接受各界團體提案申請經費，增進流浪動物福址[7]。2009年1月15日，「關懷生命，愛護動物」專案附設動物醫院開始營運，由國立臺灣大學獸醫專業學院劉振軒教授擔任院長，林雅哲獸醫師擔任執行主任，為流浪犬貓提供免費醫療服務，主要項目有：（一）流浪犬貓之絕育手術。（二）認領養犬貓之絕育手術。（三）下鄉巡迴犬貓絕育服務。（四）狂犬病疫苗注射。（五）流浪犬貓之緊急醫療[8]。從2008年12月16日至2011年5月31日，院內絕育之流浪犬貓總共13,264隻，而下鄉巡迴犬貓絕育服務總共絕育4,309隻犬貓[9]。
- 自2007年起，社團法人中華民國菩提護生協會理事長兼獸醫師黃文堂等人開始於屏東及高雄地區進行免費下鄉絕育活動。團隊於2007年7月21日首次於屏東縣立運動公園辦理第一場免費絕育活動，得到當地民眾熱烈迴響。截至2009年底，該協會總共完成109場絕育活動，為10,557隻犬貓進行絕育手術[10]。
- 自2007年9月開始，臺中市世界聯合保護動物協會理事長、中興大學獸醫教學醫院林荀龍醫師帶領其學生及志工們，於每週日在大台中地區舉辦巡迴下鄉免費絕育活動。在當時，由於活動地點多地處偏鄉，手術場地較難借用，因此團隊設置臨時的「野戰醫院」，自行搭建帳篷、手術桌，並自備發電機、手術器具以及藥品等[11]。截至2009年，世聯會已為2,800多隻犬貓提供免費絕育服務，而2011年絕育犬貓的數量而達到5,000隻。
- 2007年，臺灣女作家朱天衣[12]與齊淑英、賴芬蘭發起「巡迴免費結紮車行動聯盟」，與林雅哲醫師、葉力森醫進師、吳玉全醫師、林荀龍醫師以及各地的志工們合作，以巡迴的方式為台灣偏鄉地區之家犬貓以及流浪動物提供免費結紮服務。巡迴免費結紮車行動聯盟於2007年3月25日召開籌備會議[13]，由朱天衣與主要獸醫師及志工們共同討論行動聯盟的方針及策略，於同年5月正式上路。行動聯盟首站抵達桃園縣龍潭鄉石門國中，在當地鄉長大力支持下活動順利完成，為將近有200多隻犬貓絕育。而行動聯盟從同年5月起至10月止，已經完成20多次的絕育行動，為500多隻犬貓進行絕育手術[14]。

#### 政府單位
- 2017年4月10日至16日，臺中市動物保護防疫處首次在臺中市外埔區試辦「偏區駐點犬貓絕育活動」，團隊由該處之獸醫師、動物保護團體志工以及動物醫院之獸醫師所組成。為期一星期的活動除了提供偏鄉地區犬貓三合一服務，同時搭配與鄰里長合作進行之流浪犬TNVR作業。另外，區公所在活動期間亦透過鄰里協助及志工掃街宣傳，以高頻率、高密度之執行方式，來達到流浪犬貓數量控制之成效[15]。未來，臺中市動物保護防疫處亦將持續辦理駐點絕育活動。
- 自2014年開始，臺中市動物保護防疫處與動物保護協會合作共同辦理「偏鄉地區免費犬貓絕育三合一活動」，全額補助偏鄉地區家犬貓之絕育、施打狂犬病疫苗以及植入寵物晶片之費用。截至2016年為止，偏鄉三合一活動的辦理區域遍佈臺中市的新社區、梧棲區、東勢區、和平區、太平區、石岡區、后里區、豐原區、北屯區、潭子區、大里區、霧峰區、外埔區、大安區、大肚區等狂犬病高風險區及獸醫醫療缺乏區域，並補助一共3,574隻犬貓之三合一經費[16]。

## 具體做法

### 活動前
- 活動宣傳：由區域及地方透過政府單位、民意代表、地方人士或志工，以適合在地的方式宣傳公告周知，方式包括組織志工逐家逐戶家訪宣傳、網路媒體宣傳、政府部門公告、村里長廣播、派發傳單、夾報、掛紅布條等。
- 場地租借：由在地人士租借當地合適的活動場地，通常為室內、封閉、有水電供應以及民眾易於尋找的地點，例如當地之活動中心或社區發展中心。
- 預約報名：事前接受民眾預約，填寫個人資料與接受絕育之犬貓資訊，並安排手術時間。
- 資格篩選：由於下鄉絕育行動的目的是解決流浪犬貓過度繁殖的問題，因此優先接受雌性、混種犬貓報名。另外，由於流浪貓不論公母都會因發情而出現「貓叫春」的 困擾行為，且絕育可減少公貓之間的鬥毆行為，減低貓愛滋的傳染的機率，因此通常不會限制貓的性別。
- 行前通知：個別通知成功報名的民眾手術時間、地點等資訊，並叮嚀術前的相關注意事項，例如要讓犬貓保持空腹等。

### 活動當天
- 前往當地：主辦單位，獸醫師團隊和志工團隊分別自行前往，並隨車運送醫療物資和手術器具到活動場地。由於地處偏鄉，因此車程通常要兩到三個小時以上。
- 場地佈置：由主辦單位和志工團隊把活動場地佈置成可進行犬貓麻醉、剃毛、絕育、術後恢復以及接受民眾報到和領回犬貓的環境。
- 手術過程：由中華民國合格的專業獸醫師執行絕育手術，並搭配獸醫助理完成疫苗注射及施打寵物登記晶片等過程。
- 術後恢復：進行手術後的犬貓會暫時留置在現場等待麻醉藥的藥效退去。過程皆由志工團隊全程貼身照顧，待犬貓從麻醉狀態中恢復後，再通知飼主領回。
- 領回犬貓：飼主領回犬貓時，由志工團隊叮嚀手術後的照顧須知。

### 活動後
- 後續追蹤：確認犬貓的手術恢復狀況。

## 獸醫師公會
中華民國獸醫師公會全國聯合會曾多次向行政院農委會動植物防疫檢疫局檢舉辦理巡迴下鄉絕育活動之動物保護協會，原因是參與活動之獸醫師並非當地之獸醫師，違反「獸醫師法」第7條「獸醫師執業以申請執業執照之所在地為限，並應在經核准登記之獸醫診療機構、畜牧、獸醫機構或其他經主管機關認可必須聘請獸醫師之機構為之。但機構間之會診、支援、應邀出診、急救或事先報准者，不在此限。」以及第9條「獸醫師非加入所在地獸醫師公會，不得執業。」之規定。同時，亦質疑絕育活動未在設備完善之手術場所進行，擔心動物在手術過程中有受感染之風險。另亦有獸醫師指出免費絕育有損當地獸醫師之權益 。
不過，此舉後來卻引發大眾討論。長期辦理下鄉絕育活動的湖光動物醫院院長林雅哲批評，獸醫師公會全聯會不該將獸醫師利益放在公共利益之前。鄉下地區經濟狀況較都會地區差，醫療資源匱乏，加上放養型的飼養方式容易使犬貓交配繁殖，是流浪動物的一大源頭。若不主動處理，問題只會日益嚴重。而防檢區副局長亦曾表示：「開業獸醫應敞開心胸，站在公益立場，不該擔心生意被搶。」另外，若符合獸醫師法第7條中但書之規定而向防檢局事先報備，實際上並無違法之問題；

## 相關報導

### 媒體報導
- 【聯合新聞網】「離島動物絕育不能斷！」他們堅持愛心13年（2017-04-14）（页面存档备份，存于）
- 【New lens關鍵評論】無期徒刑的解方（六）：收容所防爆量，抓緊腳步大絕育（2017-02-21）（页面存档备份，存于）
- 【天下雜誌】【動物當代思潮】劉必揚：鄉下的「野狗」哪裡去？（2016-11-05）（页面存档备份，存于）
- 【自由時報】趕在春天發情前 偏鄉犬貓免費絕育列車開跑（2016-04-07）（页面存档备份，存于）
- 【中時電字報】落實犬貓源頭管理 偏鄉加辦犬貓絕育三合一（2017-03-20）（页面存档备份，存于）
- 【中時電字報】偏鄉犬貓絕育、登記、疫苗注射三合一 3／11新社舉辦（2017-03-06）（页面存档备份，存于）

- 【台灣動物新聞網】台中偏鄉絕育開跑 官民醫攜手合作（2016-03-15）（页面存档备份，存于）
- 【中央通訊社】中市府補助偏鄉流浪犬貓絕育 研議造冊管理（2015-11-03）（页面存档备份，存于）
- 【洄瀾網】花縣政府辦理三合一 「免費」 犬貓絕育、寵物登記及狂犬病疫苗注射（2015-03-26）
- 【ETNEWS新聞雲】投一票贊助偏鄉浪犬絕育計畫　終結更多生命被撲殺（2014-11-28）（页面存档备份，存于）
- 【台灣動物新聞網】千萬元絕育補助 擲對地方了嗎？（2014-10-17）（页面存档备份，存于）
- 【台灣動物新聞網】偏鄉犬貓免費絕育 推進至霧峰（2014-07-21）（页面存档备份，存于）
- 【自由時報】絕育代替撲殺 朱天衣發起免費結紮行動（2007-06-04）（页面存档备份，存于）

### 記錄片
- 【甘願人生】20170103 - 毛頭與夥伴們 - 劉晉佑（2017-01-03）
- 【十二夜】Twelve Nights 探訪台灣之心下鄉絕育影片（2015-05-20）
- 【我們的島】第801集 浪犬零安樂（2015-03-30）
- 【甘願人生】聽見牠的悲鳴-林雅哲（2014-10-07）
- 【台灣之心愛護動物協會 X 國立政治大學尊重生命社】溫暖人心的減法－下鄉犬貓絕育（2013-11-25）

## 執行機構

### 民間單位
- 社團法人台灣之心愛護動物協會
- 社團法人台灣動物保護協進會（页面存档备份，存于）
- 社團法人中華民國菩提護生協會（页面存档备份，存于）
- 臺中市世界聯合保護動物協會（页面存档备份，存于）
- 社團法人中華民國關懷生命協會（页面存档备份，存于）
- 社團社人臺東關懷生命協會（页面存档备份，存于）

### 政府單位
- 臺中市動物保護防疫處（页面存档备份，存于）
- 宜蘭縣動植物防疫所（页面存档备份，存于）
- 高雄市動物保護處（页面存档备份，存于）
- 花蓮縣動植物防疫所（页面存档备份，存于）

## 實際成果
- 社團法人台灣之心愛護動物協會 下鄉絕育行動成果統計
- 社團法人台灣動物保護協進會 絕育日誌：下鄉絕育場次（页面存档备份，存于）
- 臺中市動物保護防疫處 偏鄉地區免費犬貓絕育3合1活動